# Acanthoscelio radiatus
Acanthoscelio radiatus är en stekelart som beskrevs av Dotseth och Johnson 2001. Acanthoscelio radiatus ingår i släktet Acanthoscelio och familjen Scelionidae. Inga underarter finns listade i Catalogue of Life.